# Göhren (Tramm)
Göhren é uma localidade e antigo município da Alemanha localizado no distrito de Parchim, estado de Mecklemburgo-Pomerânia Ocidental. Desde 1 de julho de 2011, Göhren é parte do município de Tramm.